# Ereteken voor veeljarige Dienst in een Eenheid van de Landstorm

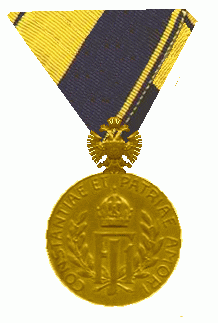
Medaille voor 40 jaar dienst

Het Ereteken voor veeljarige Dienst in een Eenheid van de Landstorm (Duits: Ehrenzeichen für vieljährige Verdienstliche Mitgliedschaft bei einer landsturmpflichtigen Körperschaft) was een Oostenrijk-Hongaarse onderscheiding. De medaille werd op 26 november 1908 door keizer Frans Jozef I van Oostenrijk gesticht. De aanleiding was het 60-jarig jubileum van de Oostenrijkse keizer. De medaille werd asan de officieren, onderofficieren en manschappen van de Landstorm verleend en daarbij werd niet op rang of stand gelet. Om de periode te berekenen die een mogelijke decorandus recht gaf op een van deze twee onderscheidingen werden de jaren die werd doorgebracht als werkelijk actief lid van de Landstorm en de jaren als lid van een veterenenorganisatie opgeteld. Onderbrekingen en mogelijke verhuizingen of overplaatsingen hadden geen invloed op deze berekening.    
De bronzen medaille had een diameter van 35 millimeter en werd voor 25 en 40 jaar dienst in de Oostenrijkse Landstorm uitgereikt.

## Het Ereteken voor 25 jaar dienst
Deze ronde bronzen medaille met een diameter van 35 centimeter droeg op de voorzijde het verhoogde middenstreep met het monogram "FJI" van Frans Jozef I binnen een lauwerkrans. Daarboven staat de rudolfinische keizerskroon, de "huiskroon" van de Habsburgers. Het omschrift luidt "CONSTANTIAE ET PATRIAE AMORI". Op de keerzijde staat onder de afbeelding van een keizerlijke dubbele adelaar "QUINQUE LVSTRA" binnen een lauwerkrans. De medaille heeft geen verhoging en is met een oog en een ring aan het lint gehangen.

## Het Ereteken voor 40 jaar dienst
Deze ronde bronzen medaille met een diameter van 35 centimeter droeg op de voorzijde het verhoogde monogram "FJI" van Frans Jozef I binnen een lauwerkrans. Daarboven staat de rudolfinische keizerskroon, de "huiskroon" van de Habsburgers. Het omschrift luidt "CONSTANTIAE ET PATRIAE AMORI". Op de keerzijde staat "OKTO LVSTRA" binnen een lauwerkrans. De medaille draagt een dubbele adelaar als verhoging en verbinding met het lint.
Het lint is voor beide graden gelijk, het is in twee banen van keizerlijk geel en zwart gedeeld. Op de gele baan is een smelle zwarte bies geplaatst en de zwarte baan draagt een smalle gele bies. Het driehoekig lint werd zoals in Oostenrijk gebruikelijk op de linkerborst gedragen. Het kwam in de draagvolgorde van de Oostenrijkse onderscheidingen na het Jubileumskruis 1908.